# ميل لونغ
ميل لونغ (بالإنجليزية: Mel Long)‏ هو لاعب كرة قدم أمريكية أمريكي، ولد في 22 نوفمبر 1946 في توليدو في الولايات المتحدة.

## وصلات خارجية
- ميل لونغ على موقع مرجع كرة القدم المحترفة.كوم (الإنجليزية)